# Palazzo Caracciolo di Forino (via Foria)
Il palazzo Caracciolo di Forino è un palazzo monumentale di Napoli, ubicato in via Pontenuovo 21, a pochi passi da via Foria.
Fu eretto nel XVI secolo dalla famiglia Caracciolo del ramo dei principi di Forino, che aveva i propri suoli in quel punto della città, vicino alle mura aragonesi. Dal suo nome deriva il toponimo Foria.
L'edificio è stato rinnovato nel 1768, come è possibile riscontrare nella sua architettura esterna.
Di monumentale sono rimasti il portale con timpano e stemma, l'androne che ripresenta lo stemma di famiglia affrescato sulla volta e il cortile. All'interno un salone conserva ancora una vasta volta affrescata in stile neoclassico da un non identificato pittore.
Alla sinistra si apre la cappella dell'Addolorata a Pontenuovo, costruita nel XVIII secolo e che presenta anch'essa sull'ingresso lo stemma dei Caracciolo.